# Bareli
Bareli (hindi: बरेली) - miasto w północnych Indiach (stan Uttar Pradesh), na Nizinie Hindustańskiej.
Populacja miasta w 2001 roku wynosiła 699 839 mieszkańców.